# Webedia
Webedia ist ein französisches Medienunternehmen mit Sitz in Levallois-Perret.
Das Unternehmen ist insbesondere im Bereich der Multi-Channel-Networks und Webvideo, in Deutschland unter anderem mit dem Allyance Network, aktiv.
2013 wurden die Mehrheitsanteile an Webedia von der französischen Fimalac-Gruppe übernommen.

## Geschichte
In seiner heutigen Form wurde Webedia mit den Angeboten PurePeople, PureTrends und PureFans im Jahr 2007 von Cédric Siré und Guillaume Multrier gegründet. 2008 kam durch Zukauf das Modeportal Shopoon, das später in PureFashion umbenannt wurde, hinzu. Im Laufe der Zeit wurden weitere, besonders internetbasierte Angebote dazugekauft (Ozap, OverBlog, Jeuxvideo.com, Moviepilot, GameStar, GamePro, Filmstarts, MeinMMO und weitere).
Im Jahr 2013 stimmten die Anteilseigner von Webedia zu, dass die Fimalac-Gruppe die Majorität von Webedia übernehmen wird. Bis zum Dezember 2015 beliefen sich die Anteile von Fimalac auf 79,2 %.
2017 betrieb das Unternehmen über 50 Internetangebote, insbesondere aus den Bereichen Film, Videospiele, Kochen, Mode und E-Sports. Nach eigener Aussage erreichten diese Seiten pro Monat bis zu 90 Millionen Besucher über alle Endgeräte hinweg (Stand März 2016).

## Aktivitäten in Frankreich

### Kino und Film
- Allociné

### Videospiele und E-Sport
- Jeuxvideo.com

## Aktivitäten in Deutschland
Webedia ist mittlerweile auch in den deutschen Markt eingestiegen. Die Gruppe besitzt mit der Webedia GmbH in Berlin und der Webedia Gaming GmbH in München Niederlassungen.

### Kino und Film
- Moviepilot
- Filmstarts

### Videospiele und E-Sport
- MeinMMO
- GameStar
- GamePro

### Influencer-Marketing
- GetHero